# Bäcklund

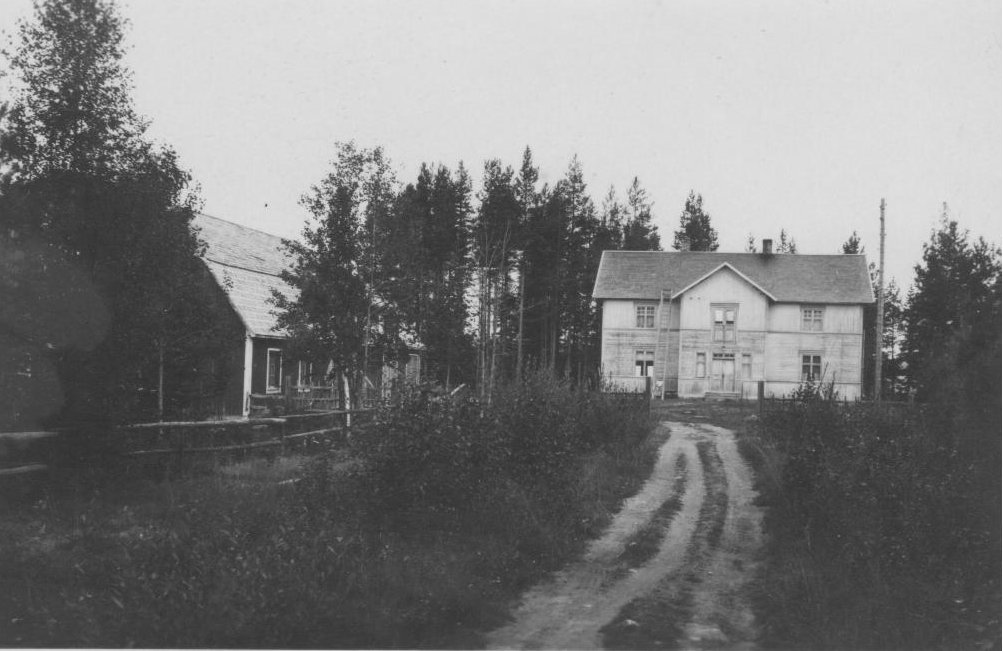
Hus i Bäcklund.

Bäcklund är en by som ligger i Robertsfors kommun i Västerbottens län. Den ligger cirka en mil väster om Bygdeå. 
I byn finns ett sågverk, där det senaste byggdes upp 1980 efter en brand. Byn är omgärdad av fin natur med nyckelbiotoper i skogarna som också ger möjlighet till god jakt.
Antalet invånare i byn har varierat genom tiderna, 2009 bor nio personer i byn. 
Byn har sitt ursprung i den intensiva nybyggnationsperioden i Bygdeå socken 1780–1850. 